# Robert Braet
Robert Braet (11 de febrer de 1912 - 23 de febrer de 1987) fou un futbolista belga.

## Selecció de Bèlgica
Va formar part de l'equip belga a la Copa del Món de 1938. Tota la seva carrera la passà al Cercle Brugge. Fou president del Cercle Bruges el 1967.